# NGC 633
NGC 633 is een balkspiraalstelsel in het sterrenbeeld Beeldhouwer. Het hemelobject werd op 1 september 1834 ontdekt door de Britse astronoom John Herschel.

## Synoniemen
- PGC 5960
- ESO 297-11
- MCG -6-4-56
- AM 0134-373
- IRAS01341-3734